# Stradivari Generale Kid
Lo Stradivari Generale Kid, ex-Stern è un antico violoncello realizzato nel 1684 dal liutaio cremonese Antonio Stradivari. Tale violoncello è stato suonato dal violoncellista inglese Leo Stern alla prima del concerto per violoncello in Si minore di Dvořák a Londra, nel 1896.
Alla morte di Stern (1904), il violoncello era valutato 6000$ statunitensi. Il suo valore attuale è di circa 3,5 milioni di dollari.
Il violoncello attualmente è proprietà della Los Angeles Philharmonic ed è suonato da Peter Stumpf. Questi è stato derubato dello strumento nel 2004; il violoncello è stato successivamente recuperato.